# Чернушинский район
Черну́шинский райо́н — административный район Пермского края России. На территории района образован Чернушинский муниципальный округ. 
Административный центр — город Чернушка, до 1930 года — село Рябки.
Район образован в феврале 1924 года как Рябковский район, но уже в следующем 1925 году был переименован в Чернушинский район.
Основу экономики района составляет нефтегазодобывающая отрасль, на долю которой приходится более 70 % в общем объёме производства. Также район обладает развитыми сельским хозяйством и транспортной инфраструктурой.

## Физико-географическая характеристика
Район расположен на крайнем юге края и граничит с Куединским, Бардымским, Уинским, Октябрьским районами Пермского края и Аскинским, Татышлинским районами Республики Башкортостан.
Район находится в восточной части Буйской волнистой равнины, на равнинно-холмистом Приуралье, на отрогах Тулвинской возвышенности, в зоне широколиственно-хвойных лесов, испытавших заметное антропогенное воздействие.
Площадь района — 1676 км², что составляет около 1 % от территории Пермского края. Протяжённость района с севера на юг — 54 км; с запада на восток — около 56 км.
Район расположен между 56°15' и 56°45' северной широты и 56°04' и 56°30' восточной долготы.

### Геология
Район расположен на восточной окраине Русской платформы, где платформа погружается на глубину от 4 до 6 км, образуя Предуральский краевой прогиб, который заполнен слоями осадочных пород, в основном морского происхождения.
На территории района разведаны и открыты месторождения нефти промышленного значения: три нефтяных и пятнадцать нефтегазовых месторождений, наиболее крупным из которых является Павловское.
Также на территории района имеются месторождения кирпичных глин, песчано-гравийных смесей, песка, торфа, торфогажи, гипса, хлоридно-сульфатных и сульфатно-хлоридно-натриевых лечебно-питьевых вод.

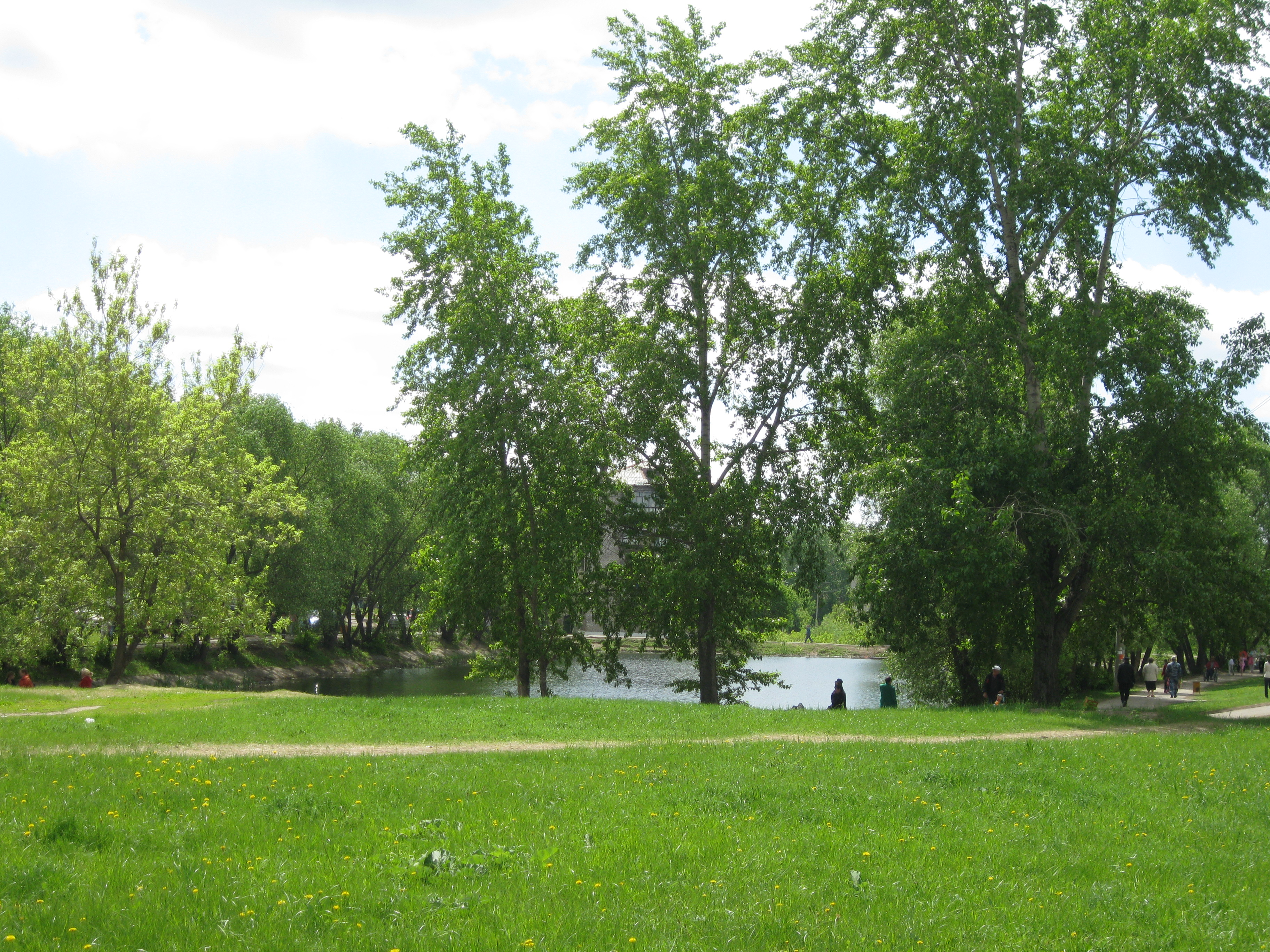
Пруд в городе Чернушка

### Гидрология
По территории протекает несколько малых рек, относящихся к бассейну рек Белая, Уфа и Тулва. Среди них наиболее крупные: Танып, Тюй. Всего в районе насчитывается около 130 рек и речушек.
На малых реках района создан 81 пруд, десять из них объёмом более 100 000 м³, наиболее крупные из них — Рябковский, Трушниковский.

### Климат
Климат умеренно континентальный. Характерна продолжительная зима и довольно жаркое лето. Значительны суточные и годовые амплитуды температур. Годовая амплитуда температур составляет 50—60 °C.
Среднегодовая температура воздуха +1,5 °C; средняя температура января −15,6 °C; средняя температура июля +18,4 °C.
- Самая высокая температура:  +37 °C (июль 1952 года);
- Самая низкая температура: 0  −54 °C (1 января 1979 года);
- Самый сильный ветер:  0.000    33 м/с.

Средняя годовая норма осадков составляет 583 мм; максимальное количество осадков обычно приходится на июнь-август, а минимальное на январь-февраль.
Устойчивый снежный покров образуется в первую декаду ноября, а начало разрушения приходится на третью декаду апреля. В третьей декаде марта высота снежного покрова может достигать 80 см. В 1999 году высота снежного покрова достигла 106 см.
Нормальное атмосферное давление — 743 мм рт.ст.
Преобладающими ветрами являются юго-западный и западные. С сентября по апрель дуют южные и юго-западные ветры, а с апреля по сентябрь — западные. Скорость ветра колеблется от 3 до 5 м/сек. Наибольшей скорости ветра достигают весной и осенью, летом иногда бывает штиль.
| Показатель                                     | Янв. | Фев. | Март | Апр. | Май  | Июнь | Июль | Авг. | Сен. | Окт. | Нояб. | Дек. | Год   |
| ---------------------------------------------- | ---- | ---- | ---- | ---- | ---- | ---- | ---- | ---- | ---- | ---- | ----- | ---- | ----- |
| Средний суточный максимум, °C                  | −10  | −9   | −1   | 8,0  | 18,0 | 23,0 | 24,0 | 21,0 | 15,0 | 6,0  | −3    | −9   | +6,9  |
| Средний суточный минимум, °C                   | −17  | −17  | −11  | −2   | 5,0  | 11,0 | 13,0 | 10,0 | 6,0  | 0    | −8    | −15  | −2,1  |
| Норма осадков, мм                              | 26,3 | 21,4 | 17,9 | 20,6 | 31,8 | 44,8 | 56,3 | 41,5 | 37,7 | 43,9 | 31,6  | 25,7 | 399,5 |
| Источник: Monthly Averages for Chernyshka, RUS |      |      |      |      |      |      |      |      |      |      |       |      |       |

### Почвы
Чернушинский район расположен в Нечернозёмной зоне России, на границе перехода серых лесостепных почв в дерново-подзолистые почвы. Почвенный покров, следовательно отличается большим разнообразием. Более половины территории Чернушинского района покрывают дерново-подзолистые почвы, около четверти — серые и тёмно-серые лесные. Кроме того, имеются дерново-карбонатные, дерново-луговые, пойменные почвы.
Кроме повышенной кислотности и недостаточного содержания гумуса, почвы характеризуются низкой обеспеченностью элементами минерального питания — фосфора, калия. Почвы подвержены не только водной и ветровой эрозии, но и значительному антропогенному загрязнению как тяжёлыми металлами вдоль автомобильных дорог, так и нефтью при авариях на нефтепромыслах и нефтепроводах.

### Растительность
Чернушинский район расположен в зоне южной тайги, в подзоне хвойно-широколиственных лесов. Леса занимают 27 % территории района, и площадь лесов постепенно уменьшается.
Основу древостоя водораздельных лесов составляют хвойные — ель, пихта; при участии широколиственных пород, таких как, липа (главным образом), а также клён широколистный, вяз и дуб. В подлеске распространены шиповник, жимолость, крушина ломкая, лещина обыкновенная. Травяной покров развит слабо, встречаются сныть, овсяница, майник, папоротник.
В пойменных лесах лесообразующими породами являются ель, пихта, берёза, осина. Для подлеска характерна ольха, черёмуха, рябина; для кустарникового яруса — бузина, жимолость, шиповник, малина. На опушках травяной покров из борщевика, воронца, медуницы, копытня европейского.
Значительные площади в районе заняты пойменными (заливными) лугами, но они сокращаются из-за малого половодья и осушения болот. Здесь распространены злаковые: костровые, пырейные, лисохвостные виды.
Суходольные луга располагаются на вершинах холмов и на водоразделах. Для него характерны мятлик, овсяница, тимофеевка, пырей, земляника, клевер, мышиный горошек, нивяник.

### Животный мир
В животном мире преобладают представители европейских видов, но встречаются и сибирские.
Из парнокопытных распространён лось, встречается кабан. Из хищных видов широко распространены куница, ласка, горностай. Повсеместно водятся волки, лисы. В отдалённых от населённых пунктах лесах встречается медведь и барсук. Из грызунов в лесах обитают белка, бурундук, заяц-беляк. Много мышевидных грызунов, таких как серая крыса, мышь домовая, мышь лесная, мышь полевая, мышь-малютка. Из насекомоядных видов распространены ёж, крот, землеройка. Встречаются несколько видов летучих мышей.
Разнообразен мир пернатых: глухарь, тетерев, рябчик, куропатка. В районе зимуют вороны, воробьи, синицы, сороки, в хвойных лесах живут клесты. Весной прилетают с юга грачи, скворцы, жаворонки, соловьи, малиновки, стрижи. Из хищных птиц представлены совы, вороны, сороки, встречаются ястреб, скопа и другие степные виды.
Из пресмыкающихся распространены ящерица прыткая, из змей — ужи.
Реки района заселены довольно разнообразными видами рыб: щука, окунь, голавль, лещ, язь, плотва, ёрш, пескарь, в небольших чистых реках встречается сазан. В прудах разводят карася, линька, карпа, толстолобика.

### Экологическая обстановка и охрана природы
На территории Чернушинского района за 200 лет деятельности человека нанесён значительный ущерб всем компонентам природы, значительно сокращены леса, загрязнены воздух и воды:
Воздушный бассейн загрязняется выбросами из котельных (в районе их более 40, в том числе большинство с низкими трубами) и выхлопами автотранспорта (замеры СЭС показали превышение ПДК в час пик в 2—3 раза).
Поверхностные воды в районе загрязнены и мало пригодны для питья. Основными загрязнителями выступают: канализационные стоки, стоки с животноводческих ферм, нефтепродукты. Неблагоприятное состояние водоёмов привело к тому, что в 1982 году был введён в действие магистральный трубопровод Таныпский водозабор — Крылово (возле реки Тулвы) протяжённостью 100 км. Но в настоящее время он полностью обветшал и была проведена реконструкция водозабора на р. Танып (увеличение мощности, установка дополнительных очистных сооружений) и сейчас используется таныпская вода.
Подземные воды также значительно загрязнены в основном из-за негерметичности эксплуатационных колонн нагнетательных скважин нефтепромыслов, вследствие чего в воды попадают нефтепродукты, реагенты, сероводород.
На территории района находятся и функционируют:
- Государственный природный заказник «Капкан Гора» площадью 12 055 га (является биологическим заказником и предназначен для сохранения и восстановления численности диких животных, являющихся объектами охоты);
- Особо охраняемая природная территория местного значения «Сульмаш-Таныпский лес» (представляет собой лесной массив, расположенный ниже впадения реки Сульмаш в реку Танып);
- Особо охраняемая природная территория местного значения «Емаш-Павловская старица» (состоит из озера и водоохранной зоны вокруг него, основная ценность с точки зрения охраны природы — это местообитание редких в Пермском крае кувшинки и кубышки;
- Особо охраняемая природная территория местного значения «Городской парк культуры» (представляет собой елово-липовый крупнотравный лес площадью — 87,0 га).

### Часовой пояс
Чернушинский муниципальный район, как и весь Пермский край, находится в часовой зоне МСК+2. Смещение применяемого времени относительно UTC составляет +5:00.

## История

### Заселение территории района
В конце XVIII века территория нынешнего Чернушинского района входила в состав Осинского уезда Пермской губернии и Бирского уезда Уфимской губернии.
Русская история края началась с конца XVIII века. Земли будущего района, почти сплошь покрытые лесами, принадлежали башкирам. В 1791 году тамбовский помещик Елисей Леонтьевич Чадин купил у башкир 27 640 десятин земли за 750 рублей, а у деревни Паново им был выстроен Николаевский винокуренный завод. Для работы на земле и на заводе Чадин перевёз сюда около 100 душ своих крепостных из-под Тамбова. К 1800 году на территории будущего Чернушинского района было два населённых пункта (на сегодняшний день старейшие): татарское Сульмаш и русское Паново (Николаевск). Затем появляются деревни Ямаш (Ямаш-Павлово), Юг.
Впоследствии часть этих земель была перепродана другим лицам, часть перешла во владение государства. После этого, с конца 30-х годов XIX века сюда начали переселяться государственные крестьяне из Чердынского, Соликамского, Кунгурского, Оханского и других уездов Пермской губернии.
Заселение района стремительно набирает темпы. Новые селения возникнув, превращались в крупные сёла. По переписи 1834 года в документах значились деревни Ятыш (ныне Етыш), Тауш, Бедряш (ныне Бедряж), Брод, Ракино, Слудка, Осиновая Гора, Ореховая Гора, Лысая Гора, Большое Качино, Верхняя и Нижняя Куба, Таныпские Ключи, Верхний Козьмяш, Верх-Кига и три Атняшки: Верхняя, Средняя и Нижняя. В 1847 году впервые упоминались деревни Большой Юг и Трушникова (ныне село Трушники). В 1855 году выходцы из Оханского уезда основали Калиновку. Последующие годы: Большой Шулмаш — Рябкова — так в 1858 году именовались Рябки, в 1862 году упоминается Ананьино, а в 1869 — Деменево. В начале XX века появились деревня Красноульяновка (сейчас Ульяновка), выселок Ленинский.
В 1851 году часть бывших земель Чадина в районе Николаевска и Емаш-Павлово была приобретена статским советником Павлом Дмитриевичем Дягилевым (будущим дедом Сергея Павловича Дягилева, известного театрального деятеля). Сам П. Д. Дягилев занимался хозяйством: строил конюшни для разведения породистых лошадей, обустраивал винокуренный завод. Также Павел Дмитриевич занимался благотворительностью: строил церкви в Николаевске, в Тауше.

### Строительство железной дороги и Гражданская война

#### Строительство железной дороги
Огромную роль в развитии района сыграло строительство с 1913 по 1920 годы Казанбургской железной дороги (Казань — Екатеринбург) как части Транссибирской железнодорожной магистрали. Трасса будущей железной дороги была разделена на 7 участков, Чернушка входила в 4-й участок (головная организация находилась в Сарапуле; штаб строителей находился в Тауше, здесь же жило руководство, а строители жили в бараках в Чернушке).
В 3—4 км от деревни Чернушка были построены железнодорожная станция и пристанционный посёлок, получившие название по названию близлежащей деревни — Чернушка, водокачка на реке Стреж и другие объекты.
На строительстве преимущественно использовали труд вольнонаёмных рабочих, в основном местное население. Но, например, на обкладке тоннелей работали вольнонаёмные китайцы. А с 1915 года по решению царского правительства на строительстве использовали труд военнопленных австрийцев, венгров, немцев, часть которых осталась в деревне Ивановка.

#### Гражданская война
Во время гражданской войны на территории Чернушинского района, вдоль железной дороги велись особо ожесточённые бои, так как владение ею не только позволяло осуществлять транспортные операции, но и оперативно использовать имеющиеся резервы. В период 1918—1919 годов район железной дороги Казань-Екатеринбург был местом боевых действий 28 стрелковой азинской дивизии, которая трижды прошла по территории будущего Чернушинского района.
В конце декабря 1918 года произошёл тяжёлый бой у станции Чернушка, на которой скопилось 170 железнодорожных вагонов с хлебом. Штаб В. М. Азина располагался в здании железнодорожного вокзала.

### Образование Чернушинского района

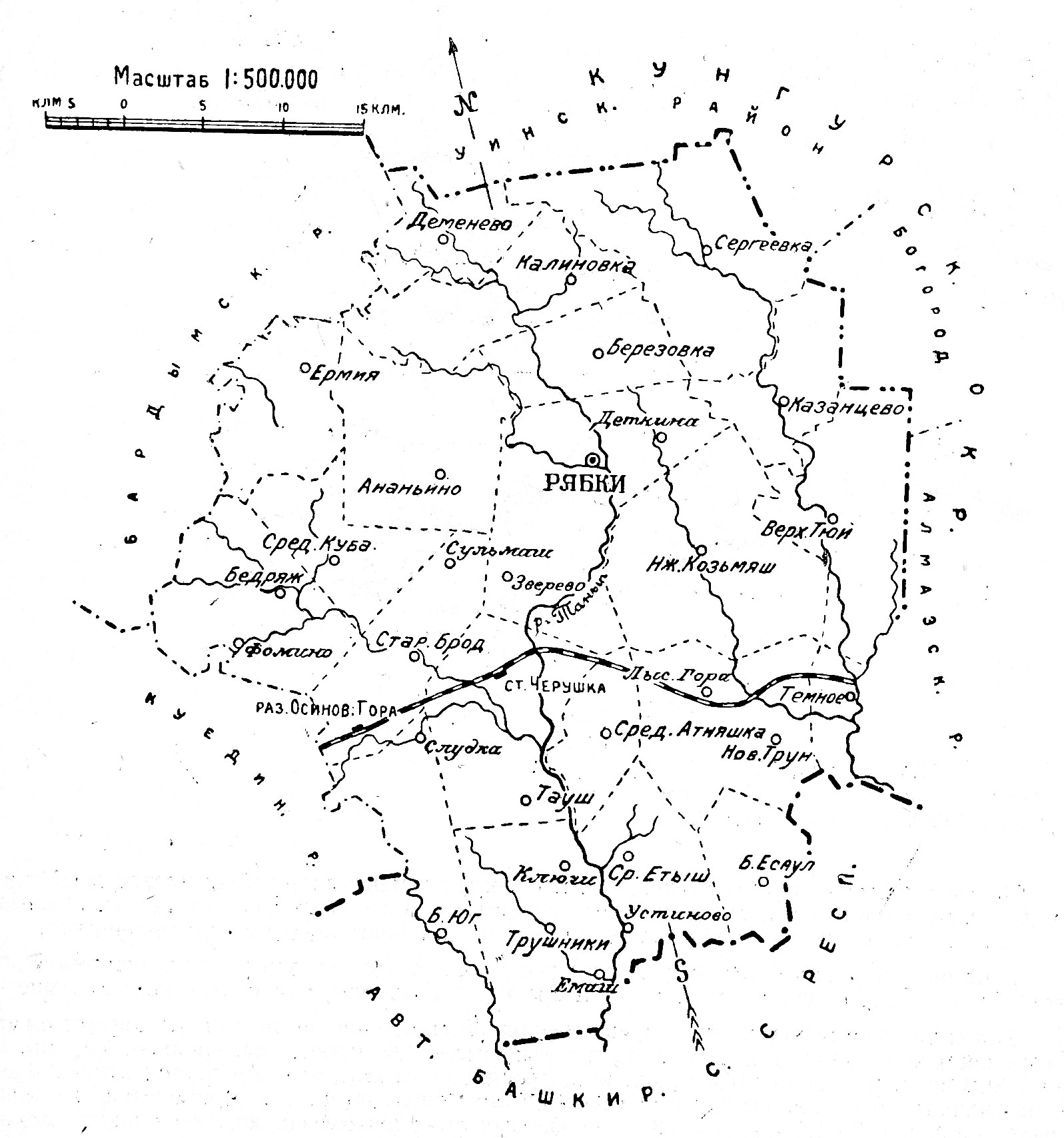
Карта Чернушинского района (Сарапульского округа Уральской области РСФСР) в 1928 году

До 1923 года территория района входила в состав Осинского уезда Пермской губернии и Бирского уезда Уфимской губернии.
В связи с переходом на новое административное деление, на базе Рябковской, Атняшинской, Бедряжской, Таушинской, Ермиевской волостей Осинского уезда Пермской губернии и Павловской, Верх-Татышлинской (частично) волостей Бирского уезда Уфимской губернии в феврале 1924 года был образован Рябковский район Сарапульского округа Уральской области.
Однако, в связи с удалённостью села Рябки от железной дороги, в декабре 1925 года было принято решение о переносе райцентра в Чернушку; соответственно район был переименован в Чернушинский. Некоторое время районные органы власти продолжали оставаться в селе Рябки; их окончательный переезд в Чернушку состоялся только в 1930 году.
Дальнейшее развитие района связано с его аграрной специализацией. С начала 1930-х годов проходит коллективизация, открывается машинно-тракторная станция, ряд перерабатывающих производств. Так как район специализировался на выращивании льна, то был построен льнозавод.
В 1930 году был ликвидирован Сарапульский округ, а в 1934 году — Уральская область РСФСР, и Чернушинский район временно вошёл в состав Свердловской области. С момента создания Пермской области 3 октября 1938 года, а затем и преобразования её в Пермский край, Чернушинский район остаётся в составе этого субъекта Российской Федерации.

### Великая Отечественная война
В ряды Красной Армии за годы Великой Отечественной войны было призвано около 15 тысяч человек, 5157 из них не вернулись с полей сражений.
На станции Чернушка в октябре-ноябре 1941 года была сформирована 48-я стрелковая бригада, в честь которой названа одна из улиц города. А в период с декабря 1941 года по май 1942 года формировалась 125-я стрелковая бригада.

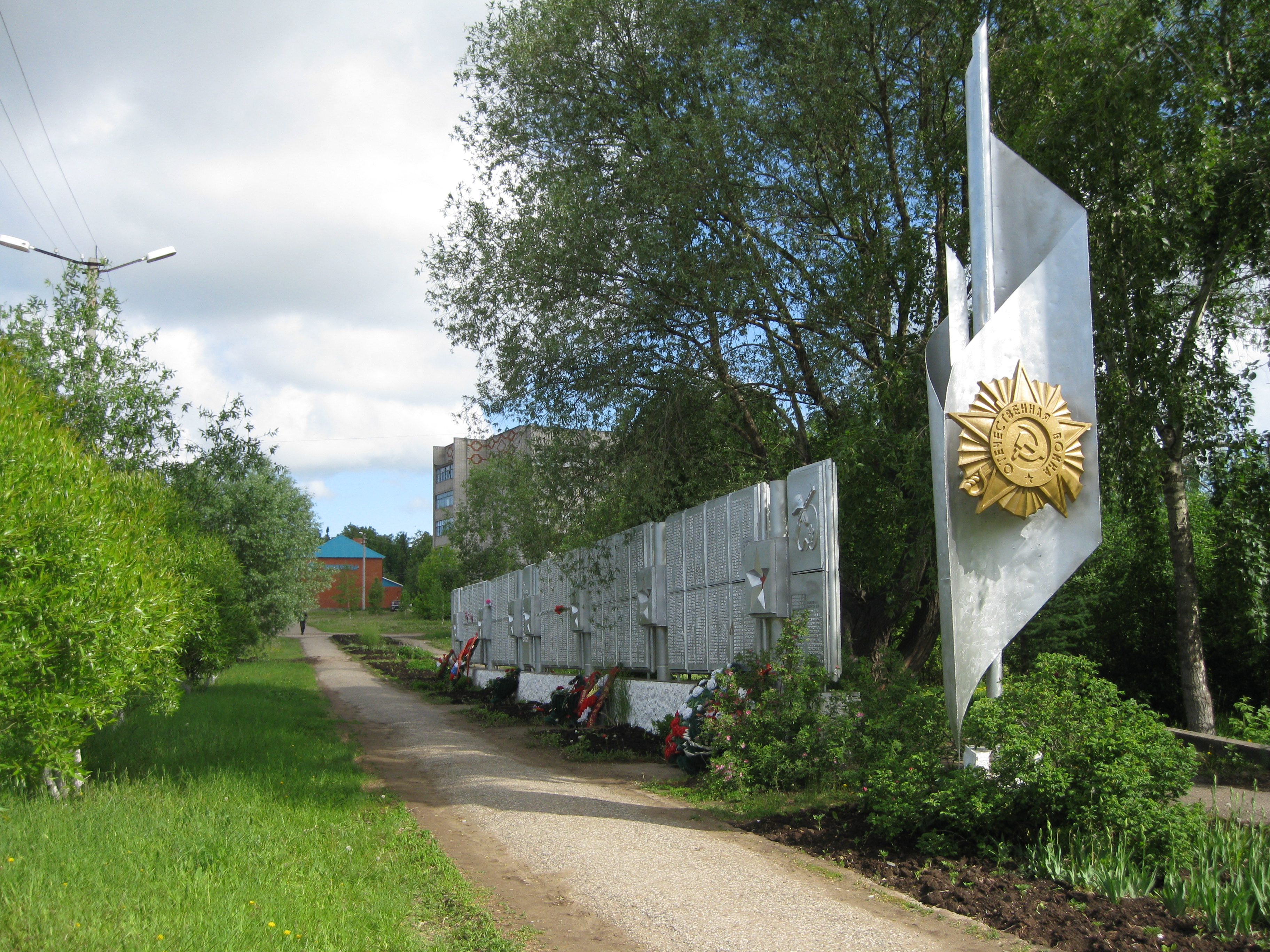
Стела памяти на площади Победы в г. Чернушка с именами жителей Чернушинского района, не вернувшихся с фронтов Великой Отечественной войны

Во время Великой Отечественной войны в Чернушку были эвакуированы военный завод № 648 из Харькова, выпускавший полевые телефоны; цех по ремонту самолётов УТ-2; школа лётчиков первоначального обучения ВВС и ВМФ. Впоследствии их перемещают на запад за наступающей Красной Армией.
Во время Великой Отечественной войны в район было эвакуировано около 8000 человек, в том числе около 2000 детей из детских домов и интернатов (в район было эвакуировано 24 детских дома и интерната с детьми из Москвы и Ленинграда). Часть из эвакуированных впоследствии осталась жить в Чернушинском районе, чем способствовала культурному развитию района, так как были лица с высшим образованием, представители интеллигенции. Например, Леонид Леонгардович Мель, эвакуированный из Ленинграда очень много сделал для развития музыкального образования в районе, основал детскую музыкальную школу.

### Нефтедобыча
История Чернушинской нефти началась в послевоенное время. В 1947—1948 годах была проведена геологическая съёмка и нанесение на карту Богатовско-Печменской структуры. Велась разведка геологами-поисковиками, сейсморазведкой, разведкой структурного бурения. С середины 1949 года начались глубокие нефтеразведочные работы в широком масштабе. До богатого нефтью пласта добрались в 1953 году.
1 июля 1958 года было принято решение об образовании Чернушинского нефтепромыслового управления, началась промышленная добыча. В 1971 году в результате структурных преобразований в министерстве нефтяной промышленности образовано НГДУ «Чернушканефть» в составе объединения «Пермьнефть».
В 1974 году была построена нефтеперекачивающая станция (НПС) и нефтепровод Чернушка-Калтасы. С годами объём добычи нефти только увеличивался, что в значительной степени повлияло на общеэкономическое развитие района. Максимум добычи пришёлся на 1976 год — 9 млн 462 тыс. тонн нефти. После этого объёмы добычи постепенно сокращались.
В 1990-е годы разрабатывались новые месторождения. В 1993 году на долю НГДУ «Чернушканефть» приходилось 45 % нефти, добываемой в области (4 175 800 тонн нефти).
С распадом СССР нарастали кризисные явления: заводы не принимают нефть, реализованная нефть не оплачивается (22,4 % от объёма реализации). Чтобы поправить положение руководство НГДУ «Чернушканефть» снимает с себя бремя содержания социальной сферы и передаёт муниципалитету детские сады, школы, предприятия соцкультбыта, жильё. В результате этих и других мер, а также повышения цен на нефть ситуация стабилизируется, но не надолго.
Наиболее сложная ситуация сложилась к 2002 году, когда прекратил работу целый ряд предприятий связанных с обслуживанием нефтяников (Управление буровых работ и др.), в результате чего тысячи людей потеряли работу, а в 2004 году прекратило своё существование и НГДУ «Чернушканефть».
В последние годы ситуация несколько стабилизировалась. Цеха добычи нефти (ЦДНГ) и сервисные предприятия продолжают свою деятельность.

## Население
| 1926    | 1959    | 1970    | 1979    | 1989    | 1998    | 2000    | 2002    | 2005    |
| ------- | ------- | ------- | ------- | ------- | ------- | ------- | ------- | ------- |
| 37 189  | ↗49 627 | ↘49 220 | ↘47 911 | ↗50 751 | ↗55 185 | ↘50 816 | ↗53 746 | ↘52 937 |
| 2006    | 2007    | 2008    | 2009    | 2010    | 2011    | 2012    | 2013    | 2014    |
| ↘52 600 | ↘52 200 | ↗52 231 | ↗52 248 | ↘50 593 | ↗50 617 | ↗50 675 | ↘50 421 | ↘50 389 |
| 2015    | 2016    | 2017    | 2018    | 2019    | 2020    | 2021    | 2023    |         |
| ↘50 384 | ↗50 804 | ↘50 652 | ↘50 438 | ↘50 408 | ↘50 364 | ↗50 738 | ↘50 585 |         |

Динамика численности населения Чернушинского района характеризуется значительным скачком в XIX веке, так как на начало XIX века район был практически не заселён (в 1834 году численность населения, проживающего на территории будущего района составляла 748 человек) и относительно стабильной численностью в течение XX века.
В течение последних 9 лет миграционный отток преобладает над притоком, но уже третий год в районе наблюдается положительная динамика естественного роста населения.

### Урбанизация
Городское население (город Чернушка) составляет  65,42 % от всего населения района.

### Гендерный состав
По данным переписи 2010 года численность населения Чернушинского района составляла 50 593 человека, в том числе 23 984 мужчины и 26 609 женщин.

### Национальный состав
Национальный состав неоднороден, но преобладает русское население — 77,4 %, многочисленна община татар — 7,6 %, башкир — 6,6 %, удмурты — 4,3 %, есть чуваши, марийцы и люди других национальностей.
Неоднородный национальный состав сформировался в ходе миграционных процессов. Несмотря на то, что земли района ранее принадлежали башкирам, район был практически не заселён (но существует татарская деревня Сульмаш, основанная в 1760-х годах) и заселение района происходило преимущественно русскими из других уездов Пермской губернии, впоследствии происходила миграция татар, башкир, удмуртов из Башкортостана, Удмуртии, Бардымского района, Куединского района и других.

## Муниципальное устройство

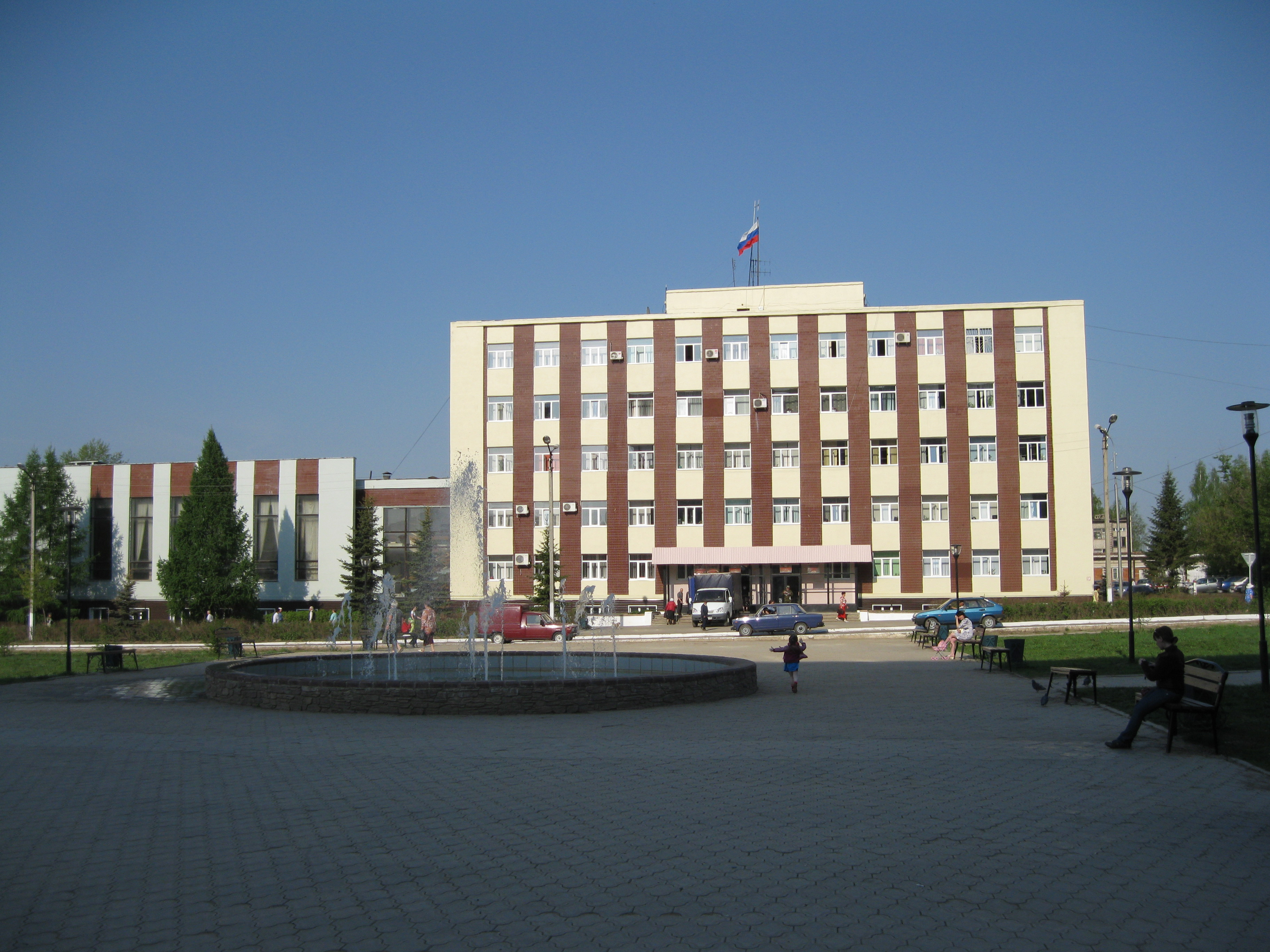
Здание администрации Чернушинского муниципального округа

В рамках организации местного самоуправления в границах района образован Чернушинский муниципальный округ.
Структуру органов власти муниципального округа составляют:
- дума Чернушинского муниципального округа — состоит из 21 депутата, избираемых на муниципальных выборах сроком на 5 лет. Возглавляется председателем думы[уточнить (обс.)];
- глава Чернушинского муниципального округа — является высшим должностным лицом округа и возглавляет администрацию округа. Избирается депутатами думы сроком на 5 лет. С 1 июня 2023 года должность занимает Артём Васильевич Трушков[27];
- администрация Чернушинского муниципального округа;
- контрольно-счётная палата Чернушинского муниципального округа.

Актами высшей юридической силы в системе муниципальных правовых актов Чернушинского муниципального округа являются устав округа (утверждён 29.11.2024) и решения, принятые на местном референдуме или сходе граждан, оформленные в виде правовых актов.

### История административного и муниципального устройства
Чернушинский район в 1926 году включал 59 сельских советов, а к 1993 году — 1 город районного подчинения и 18 сельских советов.
В 2004 году был образован Чернушинский муниципальный район, в состав которого входило 15 муниципальных образований: 1 городское и 14 сельских поселений. 

В 2019 году муниципальный район и все входившие в него поселения были объединены в единое муниципальное образование — Чернушинский городской округ. С 1 января 2025 года городской округ был преобразован в муниципальный. 
| №  | Наименование                     | Административный центр | Количество населённых пунктов | Население (чел.) |
| -- | -------------------------------- | ---------------------- | ----------------------------- | ---------------- |
| 1  | Чернушинское городское поселение | город Чернушка         | 2                             | ↗34 411          |
| 2  | Ананьинское сельское поселение   | село Ананьино          | 5                             | ↗987             |
| 3  | Бедряжинское сельское поселение  | село Бедряж            | 6                             | ↘714             |
| 4  | Бродовское сельское поселение    | село Брод              | 5                             | ↘1128            |
| 5  | Деменёвское сельское поселение   | село Деменёво          | 3                             | ↘886             |
| 6  | Етышинское сельское поселение    | село Етыш              | 3                             | ↗528             |
| 7  | Калиновское сельское поселение   | село Калиновка         | 5                             | ↘616             |
| 8  | Павловское сельское поселение    | село Павловка          | 9                             | ↘1656            |
| 9  | Рябковское сельское поселение    | село Рябки             | 6                             | ↗2600            |
| 10 | Слудовское сельское поселение    | село Слудка            | 4                             | ↗1574            |
| 11 | Сульмашинское сельское поселение | село Сульмаш           | 2                             | ↗1363            |
| 12 | Таушинское сельское поселение    | село Тауш              | 4                             | ↘1200            |
| 13 | Труновское сельское поселение    | село Трун              | 9                             | ↘972             |
| 14 | Трушниковское сельское поселение | село Трушники          | 3                             | ↘910             |
| 15 | Тюинское сельское поселение      | село Тюй               | 10                            | ↘863             |

## Населённые пункты
В Чернушинском районе 74 населённых пункта: 1 город и 73 сельских населённых пункта.
| №  | Населённый пункт | Тип              | Население | Бывшее муниципальное образование |
| -- | ---------------- | ---------------- | --------- | -------------------------------- |
| 1  | Чернушка         | город            | ↗33 092   | Чернушинское городское поселение |
| 2  | Агарзинский      | посёлок          | 16        | Тюинское сельское поселение      |
| 3  | Агарзя           | деревня          | 12        | Тюинское сельское поселение      |
| 4  | Азинский         | посёлок          | ↗1515     | Чернушинское городское поселение |
| 5  | Аминькай         | деревня          | 220       | Сульмашинское сельское поселение |
| 6  | Ананьино         | село             | 568       | Ананьинское сельское поселение   |
| 7  | Анастасино       | деревня          | 19        | Тюинское сельское поселение      |
| 8  | Андроново        | деревня          | 119       | Бедряжинское сельское поселение  |
| 9  | Атняшка          | деревня          | 344       | Павловское сельское поселение    |
| 10 | Ашша             | деревня          | 403       | Павловское сельское поселение    |
| 11 | Бараново         | деревня          | 33        | Павловское сельское поселение    |
| 12 | Бедряж           | село             | 452       | Бедряжинское сельское поселение  |
| 13 | Березовка        | деревня          | 26        | Калиновское сельское поселение   |
| 14 | Бизяр            | деревня          | 34        | Труновское сельское поселение    |
| 15 | Бикулка          | деревня          | 34        | Рябковское сельское поселение    |
| 16 | Богатовка        | деревня          | 2         | Калиновское сельское поселение   |
| 17 | Большое Качино   | деревня          | 13        | Ананьинское сельское поселение   |
| 18 | Большой Березник | деревня          | 429       | Слудовское сельское поселение    |
| 19 | Большой Улык     | деревня          | 85        | Павловское сельское поселение    |
| 20 | Большой Юг       | деревня          | 118       | Трушниковское сельское поселение |
| 21 | Брод             | село             | 698       | Бродовское сельское поселение    |
| 22 | Верх-Емаш        | деревня          | 150       | Таушинское сельское поселение    |
| 23 | Верх-Кига        | деревня          | 31        | Слудовское сельское поселение    |
| 24 | Верхний Козьмяш  | деревня          | 62        | Павловское сельское поселение    |
| 25 | Винокурово       | деревня          | 2         | Рябковское сельское поселение    |
| 26 | Гари             | деревня          | 49        | Деменёвское сельское поселение   |
| 27 | Деменёво         | село             | 769       | Деменёвское сельское поселение   |
| 28 | Деткино          | деревня          | 42        | Рябковское сельское поселение    |
| 29 | Емаш-Павлово     | деревня          | 307       | Трушниковское сельское поселение |
| 30 | Ермия            | село             | 393       | Ананьинское сельское поселение   |
| 31 | Есаул            | село             | 317       | Труновское сельское поселение    |
| 32 | Етыш             | село             | 396       | Етышинское сельское поселение    |
| 33 | Зверево          | деревня          | ↗1378     | Рябковское сельское поселение    |
| 34 | Ивановка         | деревня          | 27        | Труновское сельское поселение    |
| 35 | Казанцево        | деревня          | 31        | Тюинское сельское поселение      |
| 36 | Казарма 1317 км  | нп               | 8         | Павловское сельское поселение    |
| 37 | Казарма 1325 км  | нп               | 0         | Труновское сельское поселение    |
| 38 | Казарма 1331 км  | нп               | 5         | Тюинское сельское поселение      |
| 39 | Калиновка        | село             | 512       | Калиновское сельское поселение   |
| 40 | Каменные Ключи   | деревня          | 164       | Бедряжинское сельское поселение  |
| 41 | Капкан           | деревня          | 179       | Деменёвское сельское поселение   |
| 42 | Караморка        | деревня          | 35        | Рябковское сельское поселение    |
| 43 | Комарово         | деревня          | 37        | Бедряжинское сельское поселение  |
| 44 | Коробейники      | деревня          | 197       | Калиновское сельское поселение   |
| 45 | Кузнецово        | деревня          | 65        | Етышинское сельское поселение    |
| 46 | Кутана           | деревня          | 0         | Ананьинское сельское поселение   |
| 47 | Легаевка         | деревня          |           | Бродовское сельское поселение    |
| 48 | Ленинский        | посёлок          | 5         | Калиновское сельское поселение   |
| 49 | Лысая Гора       | деревня          | 21        | Павловское сельское поселение    |
| 50 | Маланичи         | деревня          | 39        | Ананьинское сельское поселение   |
| 51 | Нижний Козьмяш   | село             | 192       | Павловское сельское поселение    |
| 52 | Нижняя Куба      | деревня          | 2         | Бедряжинское сельское поселение  |
| 53 | Николаевский     | посёлок          | 11        | Таушинское сельское поселение    |
| 54 | Ольховка         | деревня          | 2         | Тюинское сельское поселение      |
| 55 | Ореховая Гора    | село             | 404       | Тюинское сельское поселение      |
| 56 | Павловка         | село             | 673       | Павловское сельское поселение    |
| 57 | Покровка         | деревня          | 40        | Труновское сельское поселение    |
| 58 | Ракино           | деревня          | 338       | Бродовское сельское поселение    |
| 59 | Рябки            | село             | ↘1298     | Рябковское сельское поселение    |
| 60 | Слудка           | село             | 572       | Слудовское сельское поселение    |
| 61 | Средняя Куба     | деревня          | 11        | Бедряжинское сельское поселение  |
| 62 | Стреж            | посёлок разъезда | ↘14       | Бродовское сельское поселение    |
| 63 | Сульмаш          | село             | ↗1194     | Сульмашинское сельское поселение |
| 64 | Таныпские Ключи  | деревня          | 168       | Таушинское сельское поселение    |
| 65 | Тауш             | село             | 891       | Таушинское сельское поселение    |
| 66 | Текловка         | деревня          | 68        | Труновское сельское поселение    |
| 67 | Темное           | деревня          | 83        | Тюинское сельское поселение      |
| 68 | Троицк           | деревня          | 8         | Труновское сельское поселение    |
| 69 | Трун             | посёлок разъезда | 28        | Труновское сельское поселение    |
| 70 | Трун             | село             | 629       | Труновское сельское поселение    |
| 71 | Трушники         | село             | 605       | Трушниковское сельское поселение |
| 72 | Тюй              | село             | 475       | Тюинское сельское поселение      |
| 73 | Ульяновка        | деревня          | 244       | Слудовское сельское поселение    |
| 74 | Устиново         | деревня          | 141       | Етышинское сельское поселение    |

По состоянию на 1 января 1981 года на территории Чернушинского района находился 91 населённый пункт, в том числе 1 город и 90 сельских населённых пунктов.

### Упразднённые населённые пункты
В 2010 году упразднён нп Казарма 1330 км; в 2011 году — деревни Ключи, Мокруши и Шишовка, а также нп Казарма 1292 км и Казарма 1333 км; в 2022 году — нп Казарма 1295 км и посёлок разъезда Осиновая Гора. Ранее, в 1976 году была упразднена деревня Легаевка.

### Новообразованные населённые пункты
В 2020 году на западной окраине села Брод воссоздана деревня Легаевка.

## Официальная символика

### История символики

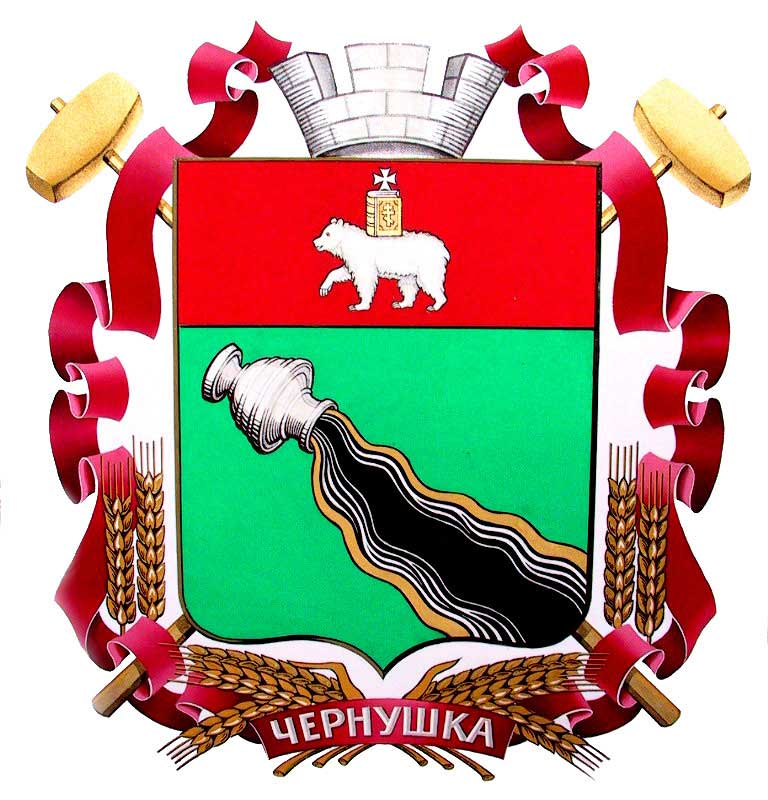
Герб Чернушинского района образца 2001 года

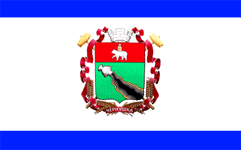
Флаг Чернушинского района образца 2001 года

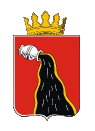
Герб Чернушинского муниципального района образца 2008 года

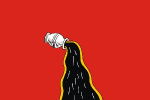
Флаг Чернушинского муниципального района образца 2008 года

Решением Земского собрания Чернушинского района от 13 июля 2001 года № 105 «О гербе города Чернушки» и Решением Земского Собрания Чернушинского района от 17 августа 2001 года № 117 «О флаге города Чернушки (Чернушинского района)» был утверждён герб и флаг. (Автор герба Ю. К. Николаев, художники: А. П. Зырянов, Л. А. Колчанова). Описание герба: "В верхней части герб Пермской области. В нижней по зелёному полю из серебряного сосуда изливается по-золотому волнистая, чёрного цвета струя. Щит увенчан серебряной трёхбашенной короной, За щитом два накрест положенные золотые молотки, соединённые красной лентой, перевивающей золотые колосья. На ленте под оконечностью щита серебром «Чернушка».
В конце 2007 года Администрация Чернушинского района направила в государственный геральдический реестр все необходимые документы для регистрации. Было получено заключение, согласно которому ввиду нарушения основных правил геральдики, официальная атрибутика Чернушинского района зарегистрирована быть не может. Теперь внесли изменения во флаг и герб Чернушинского района. С изображения исчезло всё внешнее обрамление — молот, лента, колосья, корона, а также медведь, символ принадлежности к Пермскому краю. Остался лишь щит с кувшином, из которого изливается поток чёрного цвета. Флаг теперь должен соответствовать гербу, но чтобы всё прямоугольное полотнище не было темно-зелёного цвета, решено было изменить фон герба.
Ныне действующий герб и флаг Чернушинского района утверждён Решением Земского Собрания Чернушинского муниципального района от 26.09.2008 года № 95.

### Герб
Описание герба: «В червлёном (красном) поле во главе справа наклонённый серебряный кувшин, в столб изливающий чёрный волнистый поток, окаймлённый узким золотом. В вольной части допускается изображение герба Пермского края. Щит увенчан золотой муниципальной короной установленного образца».
Воспроизведение Герба независимо от назначения и случая использования допускается в трёх вариантах:
- в виде одного щита,
- щита с короной,
- с изображением в правом верхнем углу щита герба Пермского края.

Изображения Герба во всех вышеуказанных видах являются равнозначными, равноценными и равно приемлемыми во всех случаях официального использования.
Геральдическое толкование:
Гербовое поле щита — червлёное (красное). Красный цвет — символ мужества, самоотверженности, труда, красоты помыслов, жизнеутверждающей силы, праздника.
По красному полю из серебряного сосуда изливается волнистая чёрного цвета струя в золотом обрамлении. Серебряный сосуд символизирует богатства природных недр, как бы в нём заключённых. Поток, изливающийся в столб, означает изобилие, прочность и устойчивость. Чёрная волнистая линия с золотым обрамлением означает природные богатства, плодородные земли, способствующие становлению и развитию района, укреплению благосостояния его жителей, и одновременно обозначающая гласность наименования административного центра района — города Чернушка. Исторически считается, что данный населённый пункт получил название от речки Чернушка.
Гербовой щит венчает золотая территориальная корона о пяти зубцах, определяющая статус муниципального района.

### Флаг
Описание флага: «Флаг представляет собой прямоугольное полотнище красного цвета, с соотношением ширины к длине 2:3. В центре полотнища — опрокинутый в столб кувшин белого цвета, из которого изливается в столб поток чёрного цвета, окаймлённый жёлтым цветом».

## Экономика
Чернушинский район населённый пункт входил в число наиболее развитых территорий Пермского края. По объёму отгруженных товаров собственного производства и сумме полученной прибыли район занимает 9 место в крае (объём отгруженных товаров собственного производства в 2009 году составил 10,3 миллиардов рублей).
В экономическом отношении район относится к индустриально-аграрным районам края. Основу его экономики составляют (доля в общем объёме производства):
- нефтегазодобывающая отрасль (73,4 %)
- обрабатывающая отрасль (6,7 %)
- строительство (7,1 %)
- транспорт и связь (3,8 %)
- сельское хозяйство (1,2 %)

### Промышленность
Нефтедобыча: В структуре промышленного производства района добыча нефти занимает 93,2 %, составляющая ежегодно около 600 тысяч тонн.
На территории Чернушинского района действуют такие организации и подразделения ООО «Лукойл — Пермь», как Центральная инженерно-технологическая служба (ЦИТС), Цех добычи нефти и газа (ЦДНГ) — 1, а также ряд сервисных предприятий нефтяной отрасли, например Филиал ООО «АРГОС» — ЧУРС (Чернушинское управление по ремонту скважин).

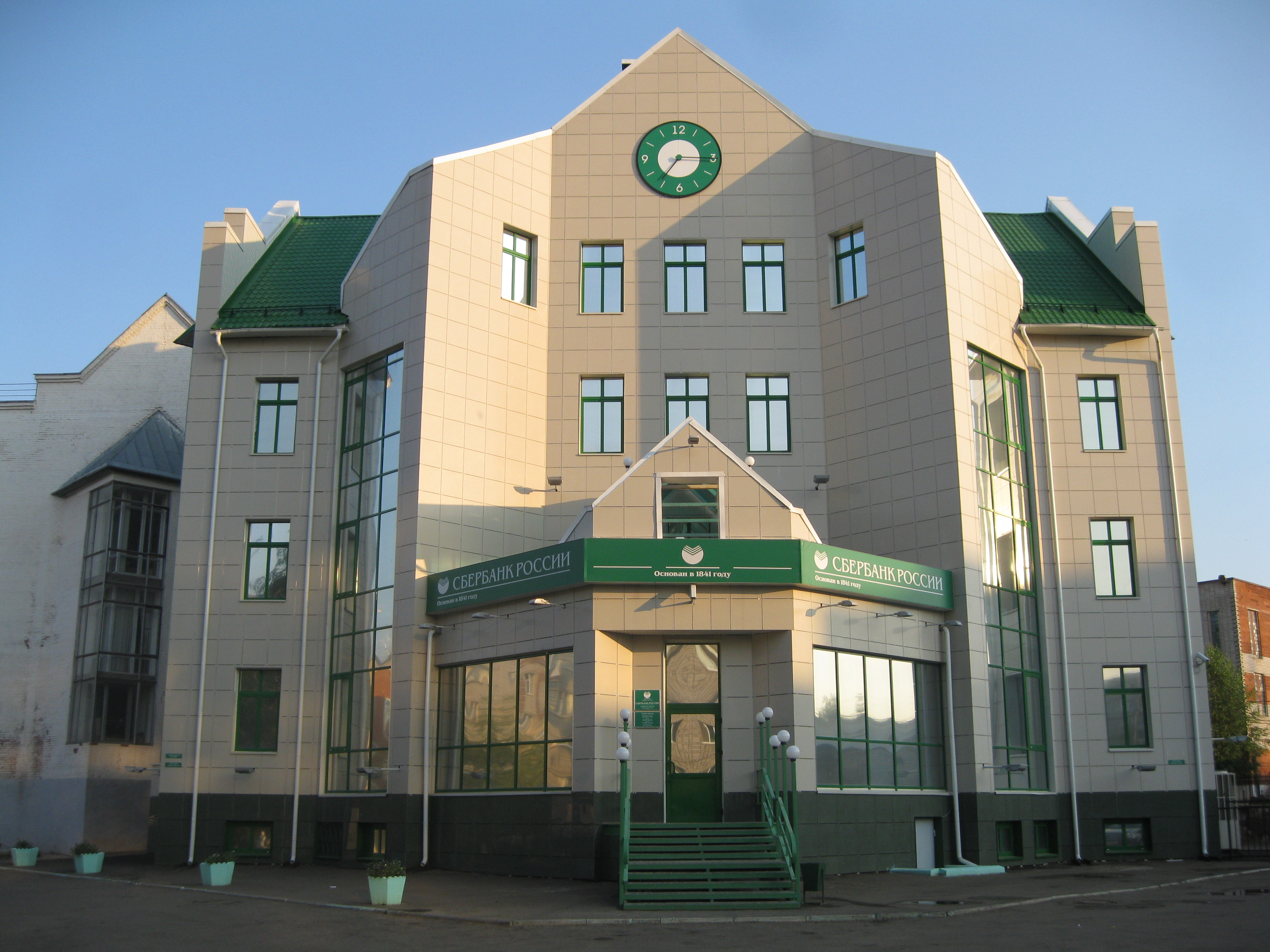
Офис Чернушинского отделения № 1668 Западно-Уральского Банка Сбербанка России

Иная промышленность: Промышленность Чернушинского района кроме предприятий нефтяной сферы представлена также предприятиями строительной отрасли: заводом по выпуску керамического кирпича ООО «Чернушкастройкерамика», предприятием по строительству автомобильных дорог ООО «ДОРОС» и рядом строительных предприятий малого бизнеса. Также в районе существуют предприятия пищевой отрасли: ООО «МаСКо» (маслосыродельный комбинат); Чернушинское РайПО и ряд других.

### Сельское хозяйство
Сельское хозяйство Чернушинского района имеет преимущественно местное значение. Чернушинский район по посевным площадям зерновых и валовому сбору зерна занимает 3 место в крае и 5 место по надою молока на 1 фуражную корову. На 1 января 2010 года поголовье крупного рогатого скота в хозяйствах района составило 7010 голов, в том числе коров — 3225, свиней — 784 головы. К настоящему времени агропромышленный комплекс района представлен 20 предприятиями различных форм собственности и организационно-правовых форм, 6055 личными подсобными хозяйствами, 12 фермерскими хозяйствами, производящими сельскохозяйственную продукцию.

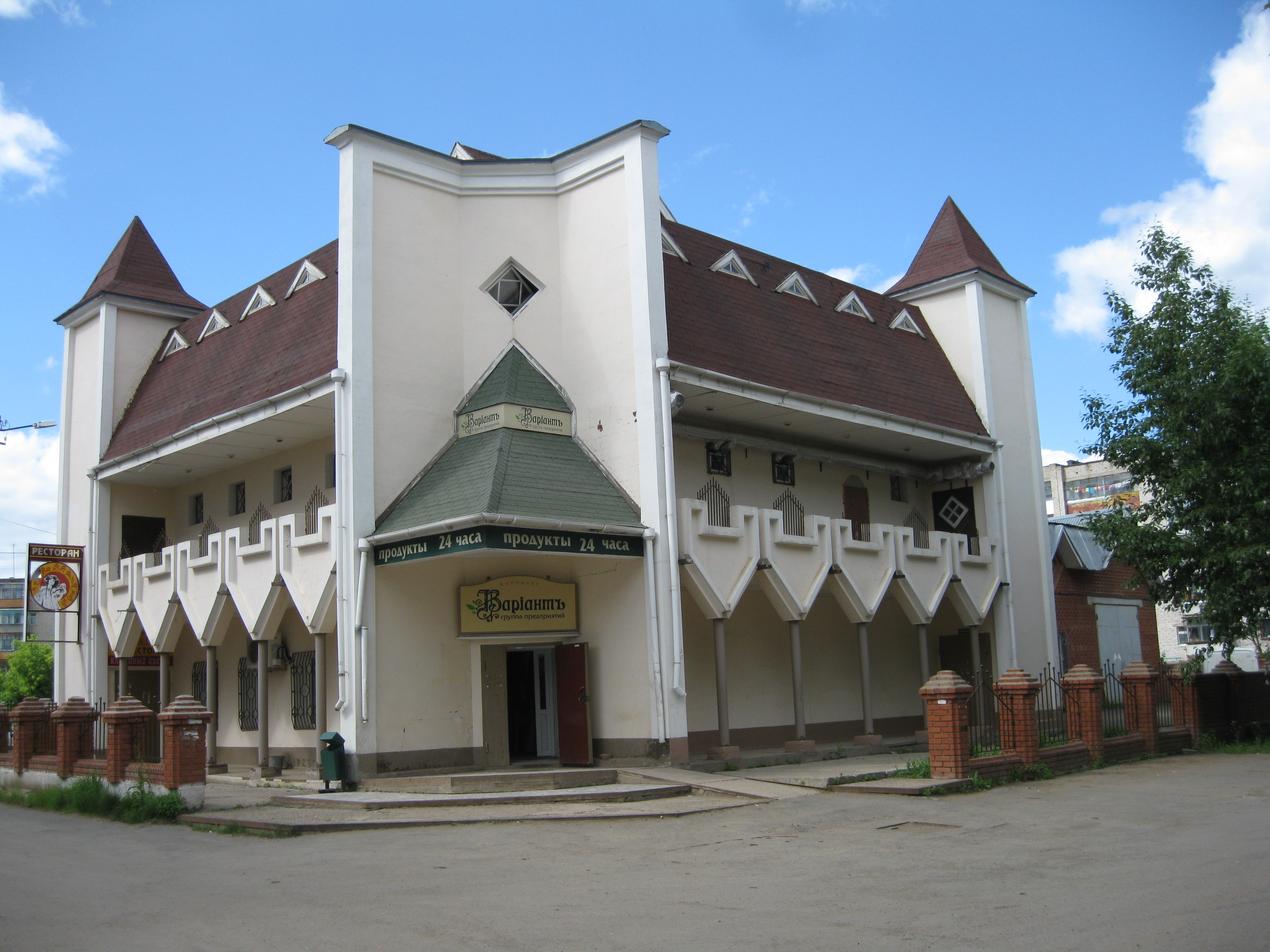
Магазин «Каменный цветок» в Чернушке

### Банковский сектор
Банковские услуги на территории района в основном предоставляет Чернушинское отделение № 1668 Западно-Уральского банка Сбербанка России. Также в городе Чернушка действуют дополнительные офисы Пермского филиала Банка «Петрокоммерц», Пермского Филиала Банка Москвы и Пермского филиала Славянского банка.

### Торговля
Оптовую и розничную торговлю на территории района осуществляют преимущественно местные представители малого и среднего бизнеса, действует РайПО. В городе Чернушка существует магазин торговой сети «НормаН-Виват» и местная сеть магазинов «Вариант».

## Транспорт и связь
Одним из важнейших факторов развития экономики района является транспортная инфраструктура. В районе представлены: автомобильный, железнодорожный и трубопроводный виды транспорта.

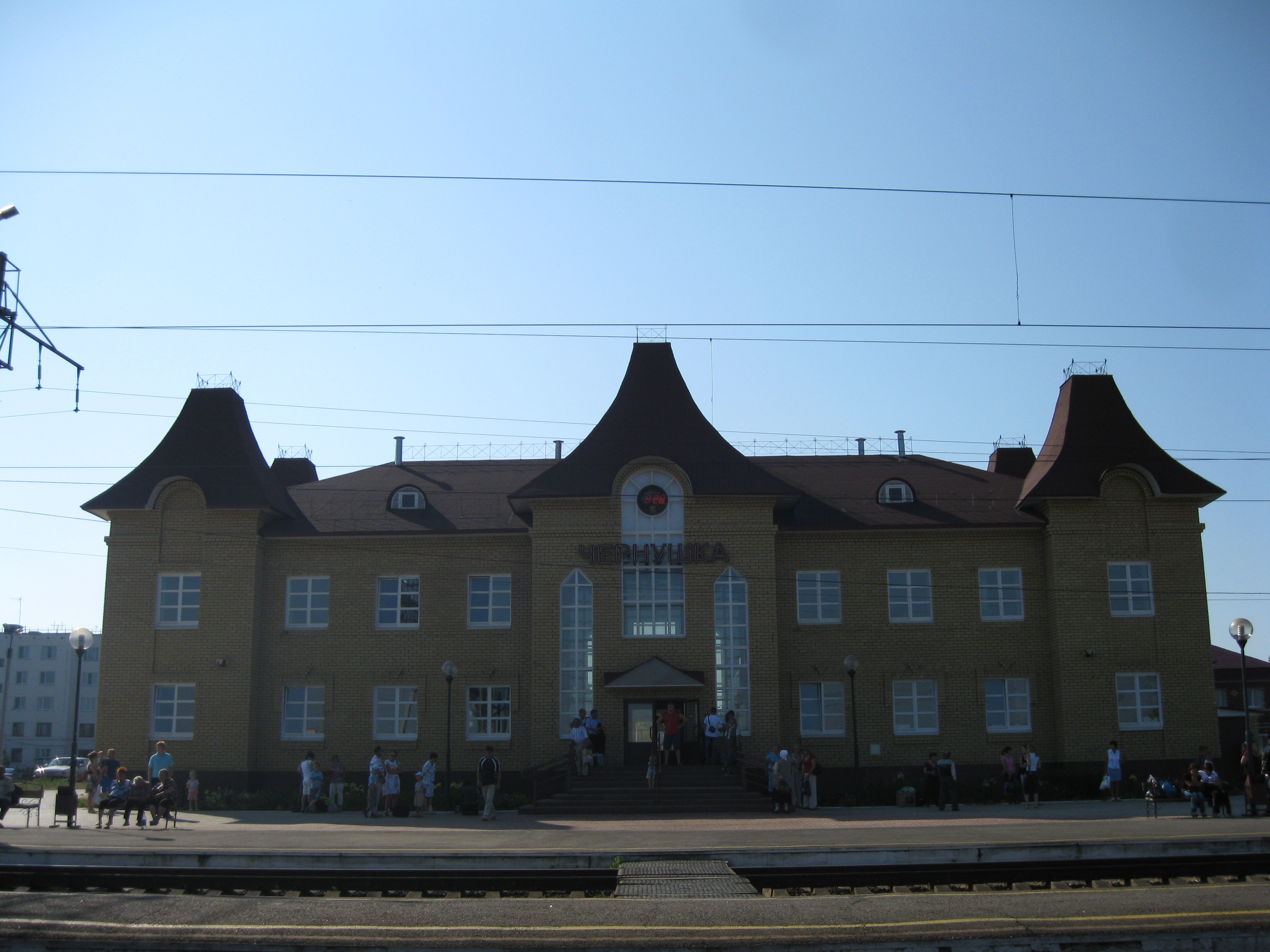
Железнодорожный вокзал в городе Чернушка

Железнодорожный транспорт: С запада на восток через район проходит и делит его на северную и южную части электрифицированная двухпутная железная дорога Москва — Казань — Екатеринбург с высокой интенсивностью движения. На станции Чернушка формируются товарные составы, действует контейнерная площадка, ведётся приём и отгрузка различных видов товара.
Автомобильный транспорт: Основная автомобильная дорога, по которой осуществляется связь района с краевым центром, идёт от районного центра на север: дорога Оса — Чернушка. Протяжённость автодорог общего пользования местного значения с твёрдым покрытием — 231,2 км, с усовершенствованным покрытием — 98,1 км.
Через автовокзал Чернушка проходят транзитные автобусные маршруты из Перми: Пермь — Уфа, Пермь — Оренбург, Пермь — Нефтекамск, Пермь — Куеда; из Екатеринбурга: Екатеринбург — Бирск, Екатеринбург — Дюртюли. Таким образом, Чернушинский район выполняет межрайонные и межрегиональные транзитные функции.
Трубопроводный транспорт: Через Чернушинский район проходит нефтепровод Чернушка — Калтасы.
Авиационный транспорт: До 1991 года в районе был представлен авиационный транспорт. Осуществлялось регулярное авиасообщение на самолётах Ан-2 с аэропортом Бахаревка города Пермь. Восстановление и строительство нового аэропорта в Чернушке включено в первую очередь (срок реализации — до 2015 года) Схемой территориального планирования Пермского края.
Связь: Услуги проводной телефонной связи и интернета на территории района обеспечивает ОАО «Уралсвязьинформ». Качество предоставления проводной связи достаточно на высоком уровне. Количество абонентов — 12 000.
Услуги сотовой связи кроме ОАО «Уралсвязьинформ» предоставляют также: ОАО «Мобильные ТелеСистемы» (МТС), ОАО «Вымпел-Коммуникации» (под торговой маркой Билайн), ОАО «МегаФон». В зону покрытия сотовой связи населённый пункт входил в основном Чернушка с пригородами и территория вдоль автомобильной дороги Оса — Чернушка.

## Социальная сфера и культура
Уровень и качество жизни в районе сравнительно высоки. Относительно сельскохозяйственных районов развита социальная инфраструктура. Доходы населения, особенно связанного с нефтедобычей, довольно высоки. Уровень образованности населения равен среднекраевому.

### Образование

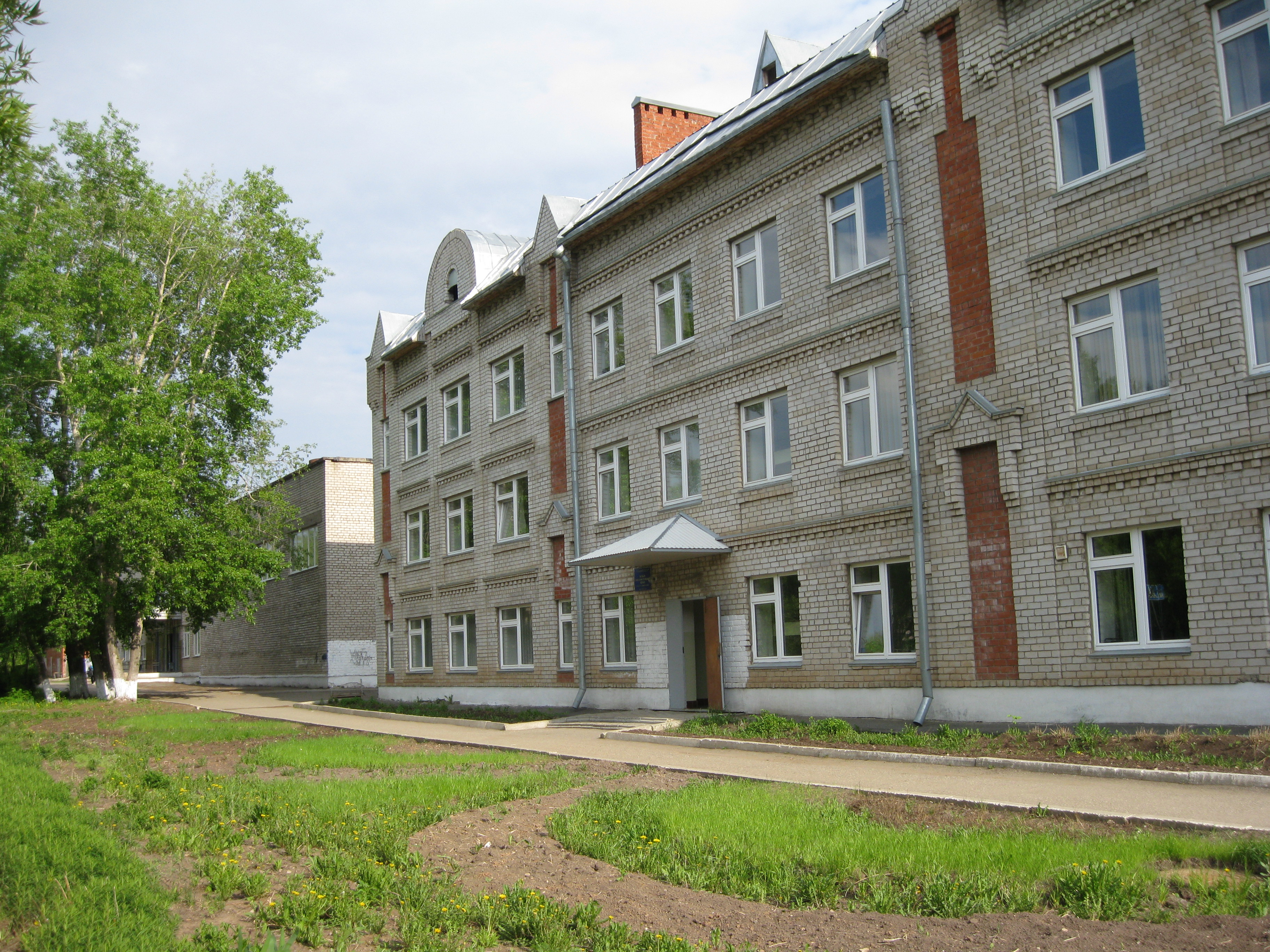
Новый образовательный центр при средней общеобразовательной школе № 2 в городе Чернушка

В 1871 году в селе Рябковском открыли первое в районе учебное заведение — начальное народное (мужское) училище (Земская школа). К 1925 году на территории района находилось 17 школ: 10 церковно-приходских и 7 земских.
На сегодняшний день система образования района, в которой работают 1019 педагогических работников и обучаются 6472 школьника, 2662 дошкольника, представлена:
- 27 общеобразовательными школами, в том числе
  - 1 гимназией,
  - 1 кадетской школой,
  - 10 средними школами,
  - 11 основными школами,
  - 1 центром образования,
  - 1 коррекционной школой,
  - 2 начальными школами - детскими садами;
- Детской музыкальной школой имени Л. Л. Меля (с 1963 года);
- Детско-юношеской спортивной школой (с 1976 года);
- Детской художественной школой;
- Центром детского творчества (с 1959 года);
- Чернушинским политехническим колледжем (с 1967 года, ранее ГПТУ № 62);
- Чернушинским механико-технологическим техникумом (с 1947 года, ранее СПТУ № 66);
- 27 детскими дошкольными учреждениями, в том числе 6 Центрами развития ребёнка.

### Здравоохранение

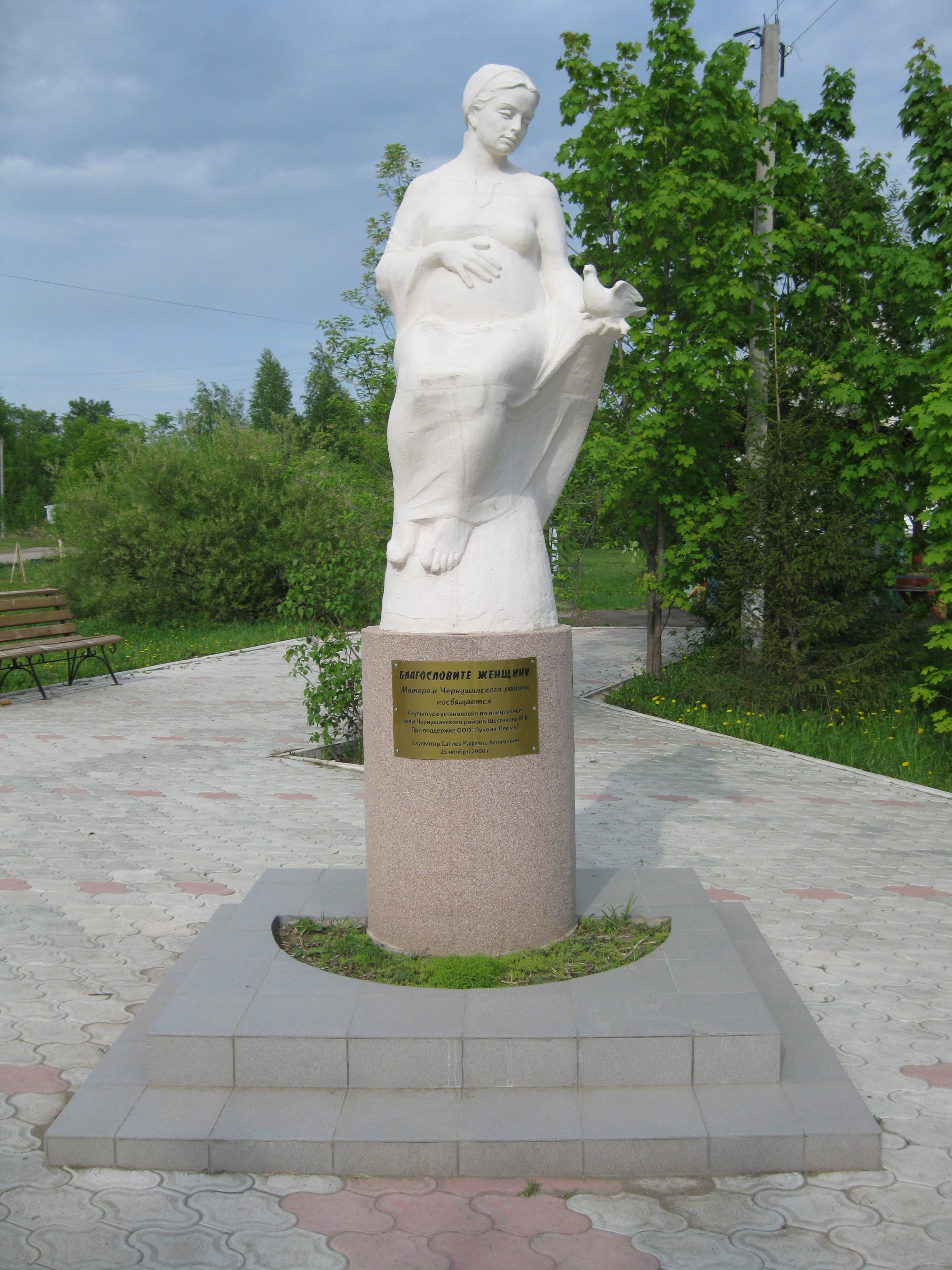
«Благословите женщину». Матерям Чернушинского района посвящается — скульптура перед перинатальным центром в больничном городке города Чернушки

На территории района впервые медицинскую помощь начали оказывать брат и сестра Варушкины в 1884 году в Рябковской земской больнице, которая размещалась в частном доме. Первое здание больницы на 10 коек было построено в 1902 году и тогда приехал первый врач из Санкт-Петербурга. В 1913 году открылся фельдшерский пункт в селе Тауш, а в 1926 году были открыты фельдшерские пункты в Есауле, Коробейниках, Бедряже. В 1935 году открывается Таушинская больница на 15 коек, а в 1946 году Чернушинская больница на 30 коек по улице Октябрьской в деревянном двухэтажном здании.
В последующем происходит постепенное развитие: строятся новые здания, открываются отделения: хирургическое, противотуберкулёзное, инфекционное, лабораторное, рентгенологическое и другие. В апреле 2004 года введён в эксплуатацию Перинатальный центр, включающий женскую консультацию, акушерское отделение, отделение гинекологии, отделение патологии беременности.
Система здравоохранения на сегодняшний день представлена МУЗ «Чернушинская центральная районная поликлиника», МУЗ «Чернушинская стоматологическая поликлиника», МУЗ «Чернушинская центральная районная больница» на 290 коек, ГУЗ «Краевая психиатрическая больница № 7» на 43 койки. Кроме того существуют несколько частных стоматологических кабинетов и частнопрактикующих врачей.

### Культура

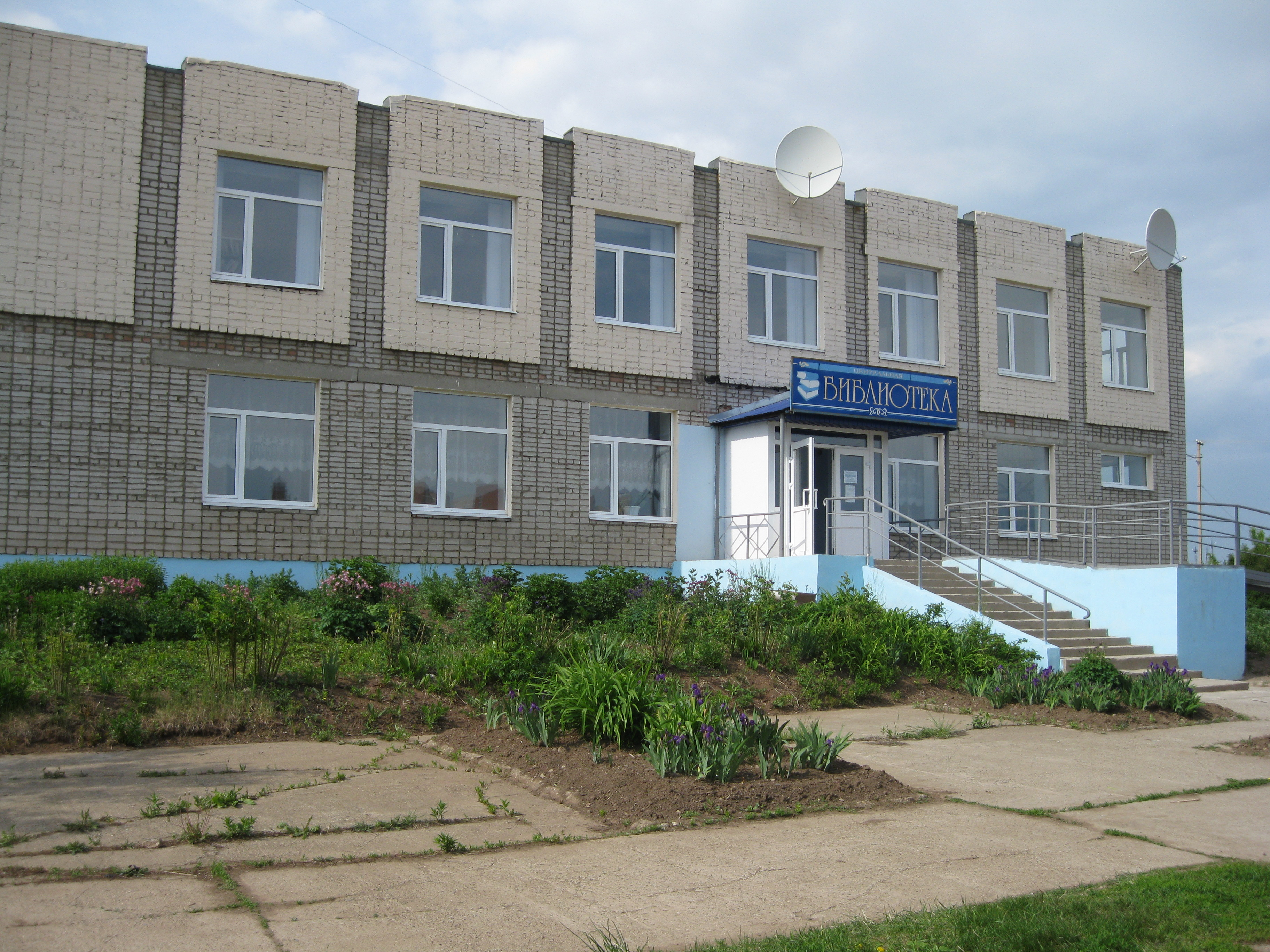
Чернушинская центральная районная библиотека

Культурную жизнь района обеспечивают:
- Чернушинский краеведческий музей открытый в 1975 году;
- Чернушинская районная библиотека (с 1932 года) и несколько её филиалов, в том числе Чернушинская городская библиотека, получившая самостоятельный статус, и Чернушинская центральная детская библиотека (всего 31 библиотека);
- драматический театр под руководством заслуженного работника культуры РФ Наговициной Лидии Фёдоровны;
- народный ансамбль песни и танца «Прикамские узоры» под руководством заслуженного работника культуры РФ Девятковой Тамары Фёдоровны (им завоёвано Гран-при в республике Башкортостан на межрегиональном фестивале русской песни и частушки).

Статус краевых получили проводимые в районе: фестиваль «Праздник Земли» и фестиваль авторской песни «Золотая пора».

### Спорт
Основная спортивная жизнь района сосредоточена в Детско-юношеской спортивной школе, где 34 тренера-преподавателя занимаются с ребятами в секциях бадминтона, баскетбола, волейбола, футбола, дзюдо, лыжных гонок, лёгкой атлетики, бокса, большого тенниса, конного спорта, художественной гимнастики.
С 1937 года в Чернушке функционирует стадион «Урожай», на котором проводятся футбольные матчи как местного, так и краевого уровней.

### Средства массовой информации
В районе выпускаются газеты: «Маяк Приуралья» (с ноября 1930 года); «Уральская версия»; «Чернушка Плюс». Действует радиостанция «Радио Чернушки» и Телеканал «ВеЧер» (с января 1995 года).

## Религия
Население Чернушинского района преимущественно исповедует православие, значительна доля сторонников ислама, встречаются атеисты и приверженцы различных направлений христианства.

### Православие

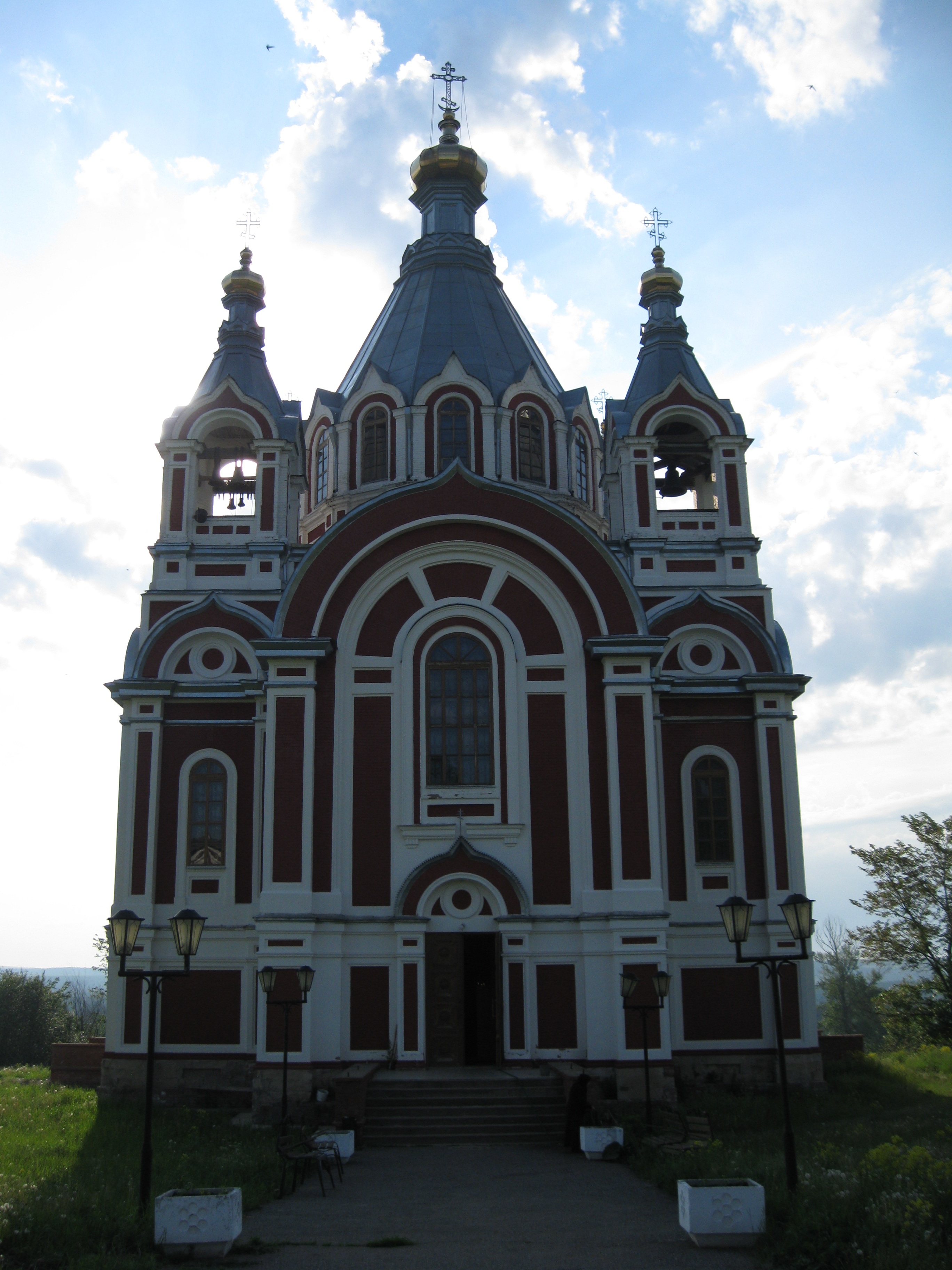
Никольский храм 1860 года, село Николаевское Чернушинского района

В районе действуют следующие храмы и монастырь Пермской Епархии Русской Православной церкви:
- Свято-Никольский женский монастырь, открытый в 1995 году на базе бывшего пионерского лагеря и Никольского храма в селе Николаевское и включающий:
  - Храм в честь Святителя Николая (Никольский храм) 1860 года;

Храм в честь святителя Николая Чудотворца был заложен 8 июня 1854 года и строился на средства Павла Дмитриевича Дягилева.
Иконостас был заказан в Петербурге в мастерской А. И. Тура. Подбирал иконы сам П. Д. Дягилев. Это были точные копии известных православных иконописных святынь: местные иконы иконостаса Спасителя и Богоматери — из Киево-Печерской Лавры, Боголюбская икона Божией Матери и икона святителя Стефана Великопермского — из Московского храма Спаса на Бору, святого Иоанна — из Новогорода, а икона Успения Богородицы — из Гефсиманского храма, что близ Иерусалима. Храмовую икону Святителя Николая чудотворца, с капсулой, в которой находилась земля из гробницы святого, привезли из Мирликийской церкви. Специально для храма отлили десять колоколов; самый главный, благовестный, весил 192 пуда. Пол храма выложили из натурального камня, а в алтаре настелили дубовый паркет. Из Петербурга была доставлена богатая утварь, ризница, книги.
В архитектурном плане Никольский храм — это уменьшенная копия храма Вознесения Христова в Москве (архитектор Нельсон-Гирт). По этому же проекту построена Канавинская церковь близ Нижнего Новгорода. Само же здание храма представляет бесстолпный крестово-купольный, одноапсидный, пятиглавый храм. Главы имеют гранёное шатровое завершение, увенчанное луковичными маковками на гранёных же шейках. Роль колоколен выполняют угловые башенки. Динамичная цельность образа создаётся повторяющимся мотивом плавной дуги закомар, арок колоколен с одной стороны и вертикальной ориентацией вверх пилястр, продолговатых оконных проёмов, заострённых кокошников, профилем шатров — с другой стороны.
Шесть лет длилось строительство великолепного пятиглавого каменного храма, и 14 августа 1860 года архиепископ Пермский Неофит в присутствии многочисленных гостей и прихожан совершил великое освящение новоустроенной приходской Никольской церкви.
В 1937 году храм был закрыт, началась постепенная утрата богатого внутреннего убранства и разрушение.
С открытием в 1995 году женского монастыря на базе Никольского храма начата реставрация храма. В праздник Рождества Христова 2004 года совершено первое богослужение, после почти 70 лет запустения. Никольский храм становится центром духовно — административной церковной жизни юга Пермского края. Настоятель Никольского храма с. Николаевское и духовник Свято-Никольского женского монастыря Игумен Амвросий (Носов) является благочинным крупнейшего Южного округа Пермской и Соликамской епархии, включающего 9 муниципальных районов юга Пермского края с 37 храмами.
- Домовой храм в честь Иверской иконы Божией Матери 1995 года.
- Храм в честь сщмч. Андроника, архиепископа Пермского и Кунгурского в г. Чернушка, открытый в 1999 году в приспособленном здании бывшего кинотеатра «Луч» (построенного в 50-е годы XX века);
- Храм в честь Покрова Пресвятой Богородицы в д. Зверево (храм с 1945 года, часовня с 1886 по 1928 годы);
- Храм-часовня в честь Рождества Христова в с. Рябки (с 2002 года);
- Часовня в честь Рождества Христова в д. Атняшка (с 2005 года, построена на месте сгоревшего в 1992 году деревянной церкви);
- Часовня в честь Рождества Иоанна Предтечи в с. Есаул;
- Часовня в честь иконы Божией Матери «Отрада и Утешение» в с. Тюй.

### Ислам

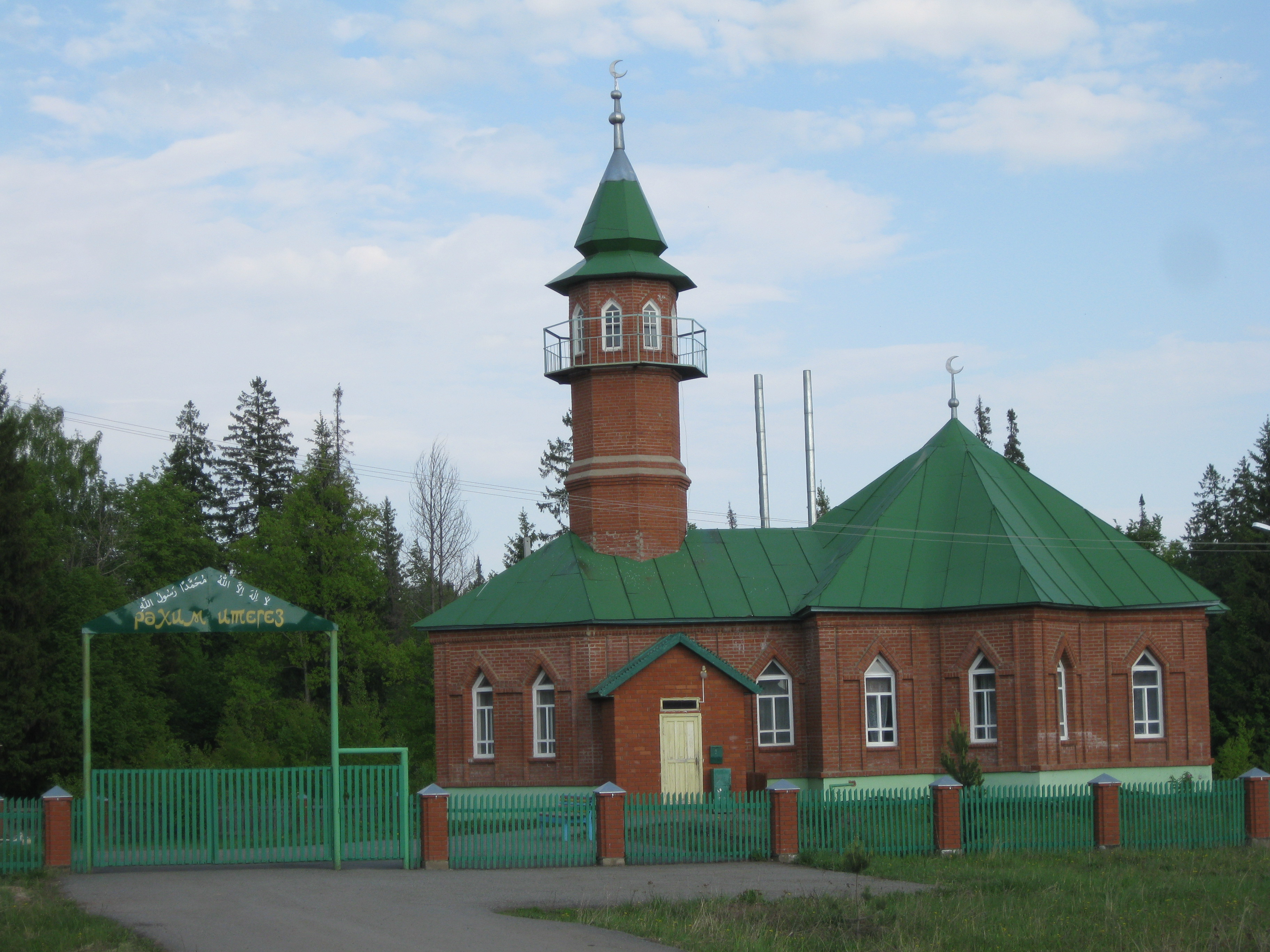
Мечеть в городе Чернушка, открыта в 2004 году

В городе Чернушка функционирует махалля (местное мусульманское религиозное объединение), в районе действуют 2 мечети:
- мечеть в городе Чернушка (открыта в 2004 году),
- мечеть в селе Сульмаш (открыта 27 июня 2008 года)

## Достопримечательности

### Капкан Гора
Капкан (Подкапканная) Гора представляет собой волнисто-холмистое плато. Высшие точки: гора Капканская — 393 метра, гора Карпин кряж — 296 метров.
Древесный ярус широколиственного леса образован ильмом (вязом голым), клёном платанолистным, липой; по опушкам горы обычен дуб. Единично встречаются пихта, ель, сосны, осина, берёза поникшая.
Травяной покров поражает своей высотой: выше человеческого роста возвышается цицербита, короставник, борец высокий, бор раскидистый, колокольчик широколистный, овсяница лесная и др.
На основании Постановления Правительства Пермского края № 187-п от 24.08.07 г. создан Государственный природный заказник «Капкан Гора» площадью 12055 га. Заказник является биологическим и предназначен для восстановления воспроизводства и охраны охотничьих животных (среды их обитания), поддерживания их численности на оптимальном (научно-обоснованном) уровне, обогащения ими прилегающих охотничьих угодий.

## Известные жители района
Известные жители Чернушинского района
- Азанов Геральд Васильевич (род. 1935 г.), Герой Социалистического Труда;
- Антипкин Владимир Алексеевич (1929—2005 гг.), Герой Социалистического Труда;
- Гашков Иван Андреевич (1928—2003 гг.), военачальник, генерал-полковник.
- Зеленин Владимир Михайлович (1936—1999 гг.), доктор сельскохозяйственных наук, профессор, депутат Государственной Думы Российской Федерации;
- Колокольников Константин Александрович (1871—1929 гг.), член Государственной Думы Российской империи II созыва, уроженец села Рябки Чернушинского района.

Герои Советского Союза

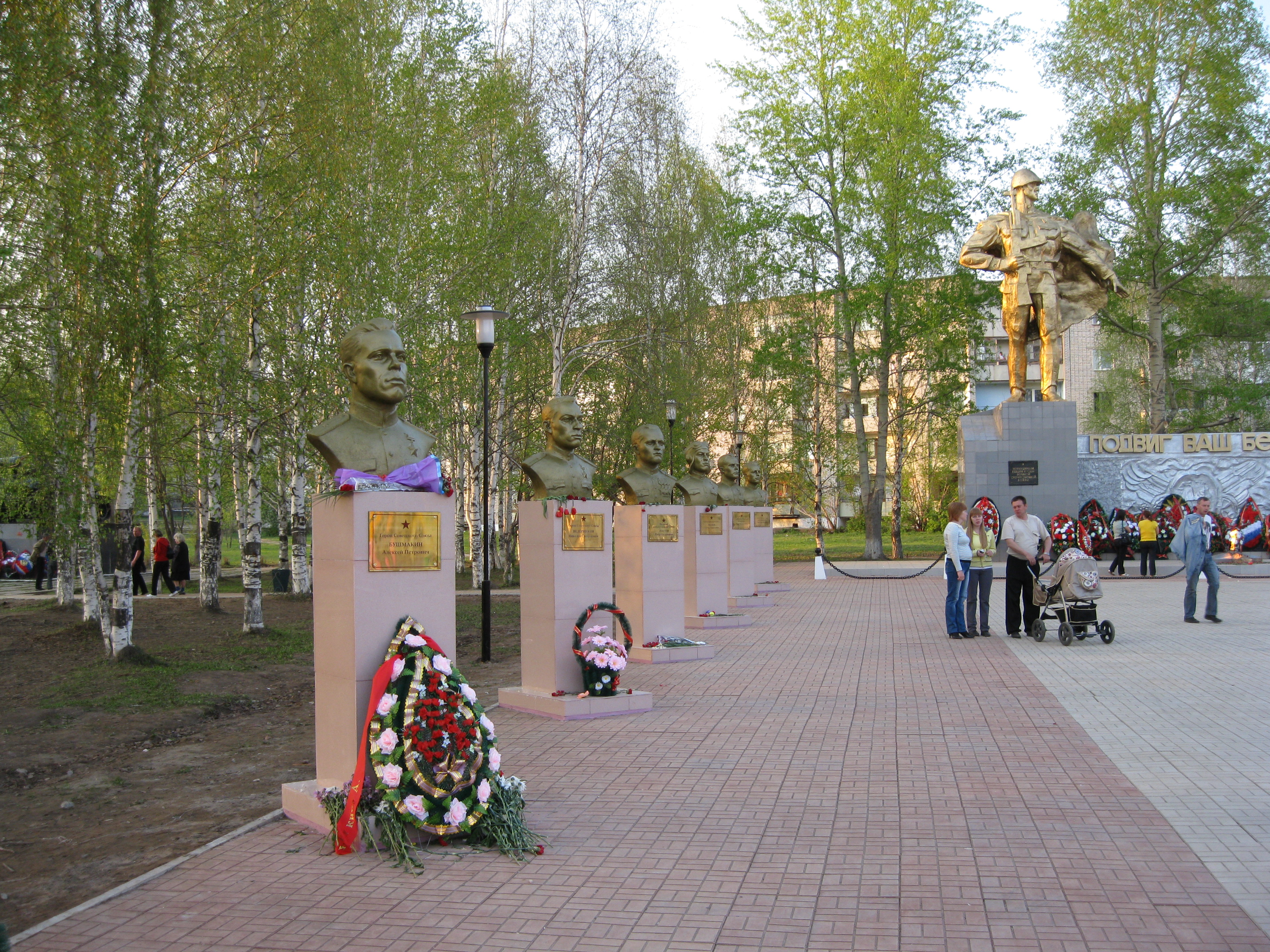
Аллея Славы на Площади Победы в городе Чернушка

- Брызгалов Иван Иванович (1926—1944), уроженец деревни Ракино Чернушинского района
- Бушмакин Алексей Петрович (1913—1964), уроженец деревни Сергеевка Чернушинского района
- Ведерников Николай Степанович (род.1925), житель г. Чернушка
- Иванов Степан Гаврилович (1914—1983), уроженец села Тауш Чернушинского района
- Ильиных Иван Михайлович (1914—1990), уроженец деревни Комарово Чернушинского района
- Краснопёров Сергей Леонидович (1923—1944), уроженец деревни Покровка Чернушинского района
- Маслов Иван Васильевич (1912—1964), уроженец деревни Капкан Чернушинского района
- Некрасов Андрей Акимович (1909—1993), уроженец деревни Ананьино Чернушинского района
- Сазонов Афанасий Илларионович (1915—1987), уроженец деревни Новый Юг Чернушинского района
- Усанин Илья Афанасьевич (1918—1943), уроженец села Нижняя Кига Чернушинского района
- Францев Евгений Иванович (1922—1944), житель деревни Чернушка Чернушинского района
- Южанинов Иван Васильевич (1913—1943), уроженец деревни Верхняя Кига Чернушинского района

Полные кавалеры Ордена Славы
- Гостев Пётр Андреевич (1924—1998), уроженец деревни Атняшка Чернушинского района
- Петров Василий Маркович (1925—?), уроженец деревни Старый Трун Чернушинского района

## Международное сотрудничество
В 2001 году был заключён Договор о дружбе, социально-экономическом и культурном сотрудничестве между Светлогорским районом Беларуси и Чернушинским районом Российской Федерации.